# Gösting
Gösting est le 13e arrondissement de la ville autrichienne de Graz, capitale de la Styrie. Il est situé dans le nord-ouest de la ville. Il avait 11 396 habitants au 1er janvier 2020 pour une superficie de 10,83 km2.

## Lieux et monuments
On trouve notamment à Gösting :
- les ruines du château de Gösting,
- le sommet du mont Plabutsch.